# Fibrocartílago

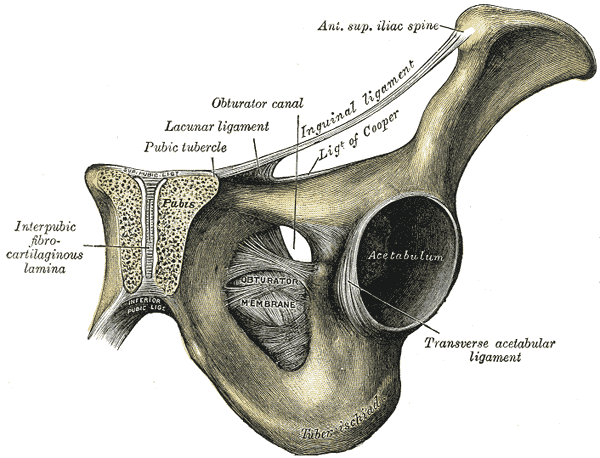
La sínfisis del pubis expuesta en una sección coronal. (Sínfisis del pubis visible en el centro izquierda).

El fibrocartílago o cartílago fibroso se encuentra en sitios como la sínfisis del pubis, trompa de Eustaquio, anillos de los discos intervertebrales y en algunos ligamentos. 
El fibrocartílago deriva de zonas de tejido conectivo denso. Por ser tejido conectivo cuenta con matriz intercelular, la cual está compuesta por sustancia fundamental amorfa rica en glucosaminoglucanos sulfatados (queratán sulfato y sobre todo condritín sulfatado) más proteínas no colágenas, formando proteoglicanos, que junto al ácido hialurónico forman agregados de proteoglicanos. También formado por fibras de colágeno I.
Los condroblastos son los responsables de la producción de la matriz intercelular. Estos se diferencian en células cartilaginosas o condrocitos, encargadas de la manutención de la matriz intercelular. 